# Ido Kozikaro
Ido Kozikaro (in ebraico עידו קוז'יקרו‎?; Safad, 8 gennaio 1978) è un ex cestista e dirigente sportivo israeliano.
Alto 202 cm, ha giocato come ala grande nel Maccabi Haifa.

## Carriera
Nel 2001, nel 2003, nel 2005 e nel 2007 è stato convocato per disputare gli Europei con la maglia della Nazionale israeliana.

## Palmarès
- Campionato israeliano: 1

Maccabi Haifa: 2012-13
- ULEB Cup: 1

Hapoel Gerusalemme: 2003-04
- Lega Balcanica: 1

Hapoel Gilboa Galil Elyon: 2011-12